# حنوت‌تانب
حنوت‌تانب (به انگلیسی: Henuttaneb) یک شاهدخت در مصر باستان از دودمان هجدهم مصر و دختر فرعون آمنهوتپ سوم و همسر بزرگ سلطنتی او ملکه تیه بود.
حنوت‌تانب بر روی یک مجسمه عظیم در شهر هابو نشان داده شده است. این مجسمه عظیم ۷ متری آمنهوتپ سوم و همسر بزرگ سلطنتی او ملکه تیه را نشان می‌دهد که در کنار هم نشسته‌اند، «در حالی که سه دخترشان در مقابل تاج و تخت ایستاده‌اند - حنوت‌تانب، بزرگ‌ترین و بهترین تندیس حفظ‌شده است و در مرکز قرار دارد؛ نبت‌عح در سمت راست؛ و دیگری، که نامش در سمت چپ تخریب شده است». او همچنین در معبد صولیب و بر روی یک پلاک عقیق جگری (به همراه خواهرش ایست، نزد والدینشان) دیده می‌شود. نام او روی سه قطعه ظرف سفالین لعاب‌دار دیده می‌شود.